# Oddjob (musikgrupp)

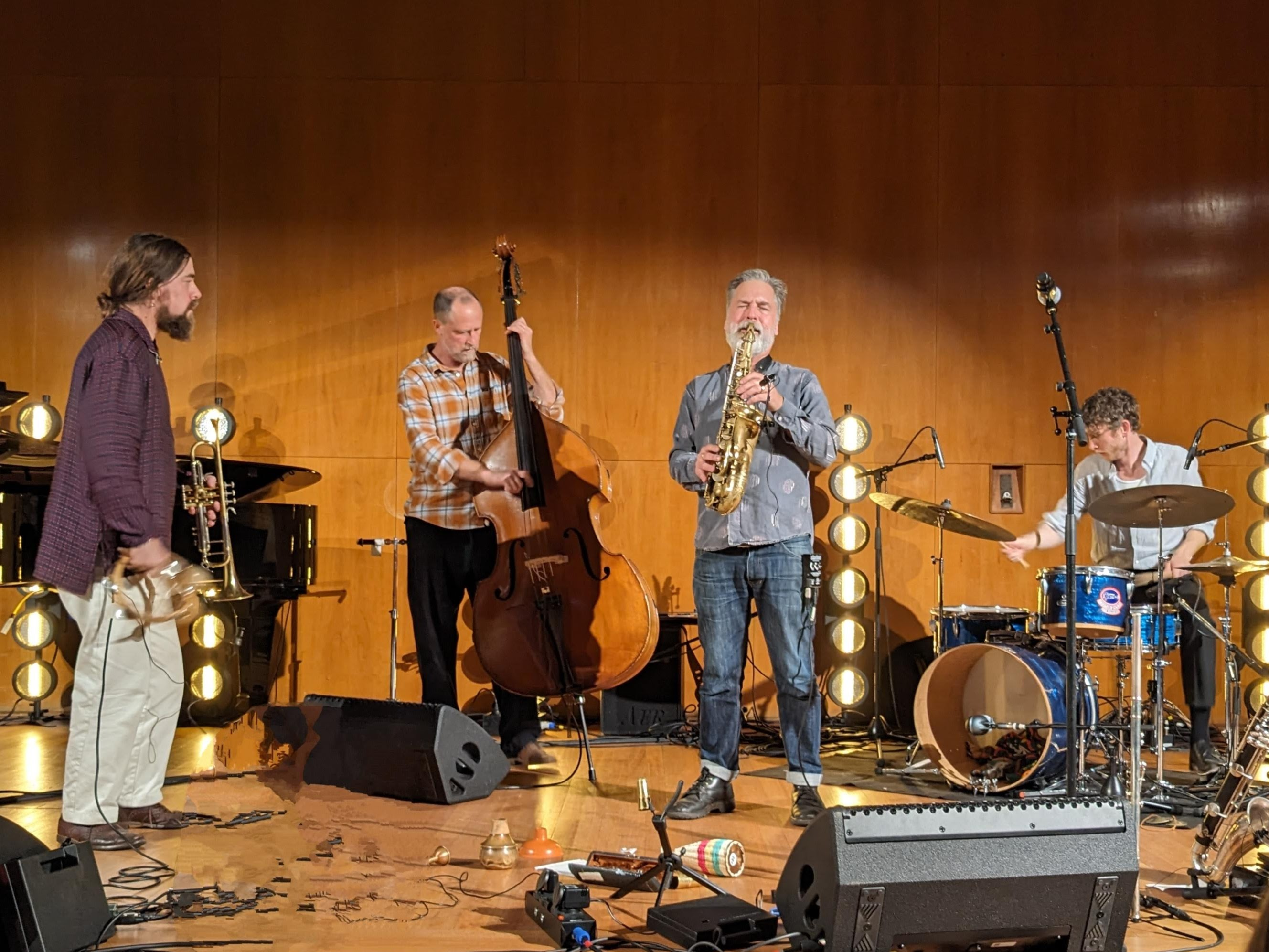
Oddjob spelar på Östergötlands Museum i Linköping.

Oddjob är en svensk musikgrupp inom jazz och funk som består av Daniel Karlsson (piano, keyboards), Peter Forss (bas), Goran Kajfeš (trumpet, slv), Lars Skoglund (trummor) och Per "Ruskträsk" Johansson (Träblås). 
Janne Robertsson (trummor) 1998-2016)

## Priser och utmärkelser
- 2002 – Grammis för debutalbumet Oddjob ("Bästa jazz")[1]
- 2014 – Grammis för Jazzoo ("Bästa barnalbum")[2]
- 2015 – Det franska priset "Grand Prix de L'Académie Charles Cros" för Jazzoo ("Bästa barnalbum")[3]
- 2016 – Grammis för Folk ("Bästa Jazz")

## Diskografi
- 2002 – Oddjob
- 2004 – Koyo
- 2006 – Luma
- 2008 – Sumo
- 2010 – Clint
- 2012 – Jazzoo
- 2014 – Live in Bremen
- 2019 – Kong
- 2015 – Folk
- 2016 – Plays Weather Report
- 2018 – Jazzoo 2
- 2019 – Kong
- 2022 – 25